# Zachary Gordon
Zachary Adam Gordon (Oak Park, 15 de fevereiro de 1998) é um ator e cantor norte-americano, mais conhecido por interpretar Greg Heffley na série de filmes Diary of a Wimpy Kid, que baseiam-se no best seller número #1 pelo New York Times, O Diário de um Banana.

## Vida e carreira
Gordon nasceu em Oak Park, na California, filho de Linda e Ken Gordon. Ele tem dois irmãos, Josh e Kyle, que foram criados no sul da Califórnia. Ele é judeu, de uma família praticante, e frequenta uma escola pública em Oak Park.
Gordon possui muitas aparições na televisão, como All of Us e How I Met Your Mother. Ele também apareceu em 2008 na abertura de Desperate Housewives, e em um episódio de 24, que foi ao ar em janeiro de 2009.
Seus créditos em filmes (2007–2008) incluem Sex and Death 101, Lower Learning e Garry Marshall filmes de Georgia Rule (no qual ele ganhou o prêmio de "Artista Infantil" por sua interpretação de Ethan), The Brothers Bloom, como Young Bloom, ao lado de Nicolas Cage em National Treasure: Book of Secrets (2007). Gordon foi creditado com inúmeros papéis de dublagem, incluindo "Brad Spolyt" em The Chubbchubbs Save Xmas, "Ricky Garcia" em Project Gilroy, "San San" no canal Nick Jr., Ni Hao, Kai-Lan e Mighty B!. Ele também faz dublagem regular de Gil como papel principal na série da Nickelodeon, Bubble Guppies. Gordon também atuou como dublador como o bebê Melman no filme de animação Madagascar: Escape 2 Africa, Kotaro em Afro Sumurai: Resurrection, e Young Tony Stark em The Super Hero Squad Show. Em 2010, ele atuou como Greg Heffley no filme Diary of a Wimpy Kid, e em 2011 apareceu como Papi Jr. em Beverly Hills Chihuahua 2.
Em junho de 2010 a 20th Century Fox anunciou a sequencia de Diary of a Wimpy Kid, Gordon voltou como Greg Heffley no Diary of a Wimpy Kid: Rodrick Rules que foi lançado em 25 de março de 2011. Em 2011 ele fez dublagem de Charlie Brown no show de comédia Robot Chicken, e em 2012 ele repetiu o papel de Greg Heffley novamente em Diary of a Wimpy Kid: Dog Days.

## Filmografia
| Ano                             | Filme                               | Papel                            | Notas                |
| ------------------------------- | ----------------------------------- | -------------------------------- | -------------------- |
| 2006, 2009                      | How I Met Your Mother               | Boy, Grant                       | 2 episódios          |
| 2006–2007                       | All of Us                           | Richie                           | 2 episódios          |
| 2007                            | Because I Said So                   | Pequeno Arthur                   |                      |
| 2007                            | Sex and Death 101                   | Barbeque Brat                    |                      |
| 2007                            | Georgia Rule                        | Ethan                            |                      |
| 2007                            | The Chubbchubbs Save Xmas           | Brad Spoylt                      |                      |
| 2007                            | National Treasure: Book of Secrets  | Lincoln Conspiracy Kid           |                      |
| 2007                            | Robot Chicken                       | Charlie Brown, Linus             | 1 episódio; voz      |
| 2008                            | David's Solution                    | Pequeno David                    | TV                   |
| 2008                            | Desperate Housewives                | Little Robin Hood                | 1 episódio           |
| 2008                            | Mighty B!                           | Gwen's Brother #4                | 1 episódio; voz      |
| 2008                            | Handy Manny                         | Pequeno Lopart                   | 1 episódio; voz      |
| 2008                            | MADtv                               | O Joker                          | 1 episódio           |
| 2008                            | Lower Learning                      | Frankie Fowler                   |                      |
| 2008                            | Madagascar: Escape 2 Africa         | Bebê Melman                      | Voz                  |
| 2008                            | Four Christmases                    | #6 criança no Jump-Jump          |                      |
| 2008                            | Special Agent Oso                   | Tyler                            | Voz                  |
| 2008, 2010                      | Batman: The Brave and the Bold      | Jovem Bruce Wayne, Young Aqualad | 3 episódios; voz     |
| 2008–2009                       | Ni Hao, Kai-lan                     | San San                          | 15 episódios         |
| 2009                            | The Brothers Bloom                  | Young Bloom                      |                      |
| 2009                            | 24                                  | Garoto com 8 anos de idade       | 2 episódios          |
| 2009                            | Afro Samurai: Resurrection          | Kotaro                           | Voz                  |
| 2009                            | Santa Buddies                       | Puppy Paws                       | Voz; papel principal |
| 2010                            | Diary of a Wimpy Kid                | Greg Heffley                     | Papel principal      |
| 2010                            | The Search for Santa Paws           | Puppy Paws                       | Voz; papel principal |
| 2011                            | Beverly Hills Chihuahua 2           | Papi Junior                      | Voz; papel principal |
| 2011                            | Diary of a Wimpy Kid: Rodrick Rules | Greg Heffley                     | Papel principal      |
| 2011                            | Childrens Hospital                  | Cody/Mike                        | 1 episódio           |
| 2011–presente                   | Bubble Guppies                      | Gil                              | Voz; papel principal |
| 2012                            |                                     |                                  |                      |
| Diary of a Wimpy Kid: Dog Days  | Greg Heffley                        | Papel principal                  |                      |
| The Incredible Burt Wonderstone | Will                                |                                  |                      |
| R.L. Stine's The Haunting Hour  | Seth                                |                                  |                      |